# Leandro Grech
Leandro Grech (ur. 24 października 1980 w Rosario) – argentyński piłkarz grający na pozycji obrońcy. Posiada również włoskie obywatelstwo.
W swojej karierze rozegrał 107 spotkań i zdobył sześć bramek w 2. Bundeslidze. Wystąpił też w 24 meczach argentyńskiej Primera División.